# Вімблдонський турнір 1898
Вімблдонський турнір 1898 — 22-й розіграш Вімблдону. Турнір тривав з 20 до 28 червня.

## Дорослі

### Чоловіки, одиночний розряд
Реджинальд Догерті переміг у фіналі  Лоренса Догерті, 6–3, 6–3, 2–6, 5–7, 6–1.

### Жінки, одиночний розряд
Шарлотта Купер перемогла у фіналі  Люсі Мартін, 6–4, 6–4.

### Чоловіки, парний розряд
Реджинальд Догерті /  Лоренс Догерті перемогли у фіналі пару  Гарольд Нісбет /  Кларенс Гобарт, 6–4, 6–4, 6–2.